# Lazurni (Krasnodar)
Lazurni (del ruso: Лазурный) es un posiólok del distrito Prikubanski del ókrug urbano de Krasnodar del krai de Krasnodar, en el sur de Rusia. Está situada en las tierras bajas de Kubán-Azov al norte del rio Kubán, 18 km al nordeste del centro de Krasnodar. Tenía una población de 2754 habitantes en 2010.
Pertenece al ókrug rural Kalíninski del distrito Prikubanski.

## Historia
Lazurni surgió como instalación ganadera de la Universidad Agrícola del Kubán. La localidad recibió su nombre actual el 11 de marzo de 1977, por decisión del Consejo Municipal de Krasnodar sobre territorios de varias granjas de los ókrug Léninski, Pervomaiski y Sovetski de la ciudad.

## Transporte
La Autopista M4 Don pasa al oeste de la localidad.

## Servicios
En la localidad se halla la escuela nº38, la guardería nº17, una oficina de correos, una casa de cultura y un templo ortodoxo.